# انایواداپتی
انایواداپتی (به انگلیسی: Anaivadapathi) یک منطقهٔ مسکونی در هند است که در تامیل نادو واقع شده‌است.

## خصوصیات
انایواداپتی ۱٬۹۱۱ نفر جمعیت دارد.